# Санкт-Антон-ам-Арльберг
Санкт-Антон-ам-Арльберг (нім. St. Anton am Arlberg) — громада округу Ландек у землі Тіроль, Австрія.
Санкт-Антон-ам-Арльберг лежить на висоті 1304 м над рівнем моря і займає площу 165,81 км². Громада налічує 2564 мешканців. 
Густота населення 15/км². 
|                                                  |
| Санкт-Антон-ам-Арльберг на мапі округу та землі. |

 Адреса управління громади: Dorfstraße 46, 6580 St. Anton am Arlberg. 

## Відомі особи
- Франц Габль — гірськолижник
- Тоні Шпіс — гірськолижник
- Карл Шранц — гірськолижник

## Виноски
1. ↑  Dauersiedlungsraum der Gemeinden Politischen Bezirke und Bundesländer - Gebietsstand 1.1.2018 — Статистичне управління Австрії.
2. ↑   www.st-anton.at

| Австрія | Це незавершена стаття з географії Австрії. Ви можете допомогти проєкту, виправивши або дописавши її. |